# Apstraktni ekspresionizam
Apstraktni ekspresionizam  je moderni stilski pravac američkog apstraktnog slikarstva koji se razvio u New Yorku 1940-ih godina, a tijekom 1950-ih se afirmirao kao dominantan umjetnički smjer i u SAD-u i u Europi.
Apstraktni ekspresionisti su razvijali nadrealističku metodu automatizma, što ih je dovelo do gestualne aktivnosti koja izmiče razumskoj kontroli. Tako naslikana slika nije prikaz nekog sadržaja nego polje slikarova tijela koje ostavlja trag, a trag postaje sadržaj - djelo. Slika je zapis automatizirane kretnje, intervencije koju proizvodi umjetnik, a on to može činiti kistom, prolijevanjem boje iz kantice ili prskanjem boje četkom (dripping), pri čemu nastaje neobuzdan, spontani kovitlac gestualnih tragova, a središte slike se gubi i ona curi ravnomjerno preko svojih rubova na sve strane.
Umjetnike koji su prihvatili ovakav način rada i promišljanja ne povezuje toliko neki jasan zajednički slikarski stil koliko uvjerenje da stvaralačkom činu treba prići spontano, bez razumske intervencije ili kontrole. Pod utjecajem nadrealista i egzistencijalne filozofije, ovi slikari, su otkrili novi pristup umjetnosti gdje je slikarstvo postalo zamjena za život.

## Predstavnici
Najvažniji slikar ovoga pravca je Jackson Pollock (1912. – 1956.). Njegove slike su ogromne apstraktne kompozicije koje su nastale prskanjem ili kapanjem boje po položenom platnu, tako da je Pollock slikao čak i stojeći na slici (tzv. akcijsko slikarstvo). Slike predstavljaju rasprsnutost, umrljanost, isprepletenost, diskontinuiranost, razlivenost poteza koji vjerno odražavaju putanje umjetnikova tijela u realnom prostoru. Slikar svoje osjećaje ekspresivno prenosi jasnim potezima stvarajući apstraktnu sliku bez početka, kraja ili središta ("Jesenji ritam").
Apstraktni ekspresionizam se raširio i u Europi, premda su ovdje donekle sačuvali određenu dozu figuralnosti koja je pojačavala njihovu ekspresivnost. Takvi su npr.: Wools, W. De Kooning, Jean Dubuffet i dr.
Sličnu „neurotičnost“, ali drugačijeg impasta (debelog, reljefnog namaza boje) i kolorita pokazat će radovi grupe COBRA (ime načinjeno od početnih slova gradova iz kojih dolaze umjetnici – Copenhagen, Bruxelles i Amsterdam) koju čine Danac Asger Jorn (1914. – 1973.), Belgijanci Pierre Aleschinsky (1927.-) i Guillaume Corneille (1922.-) te Nizozemac Karel Appel (1921.-).
Osnovna su likovna obilježja grupe siloviti potezi kistom, iskrivljeni oblici i naglašeno jak kolorit, dok su izbor tema i kromatski registri manje sumorni u odnosu na ekspresionističke.

### Popis značajnijih umjetnika apstraktnog ekspresionizma
- Charles Alston
- William Baziotes
- Norman Bluhm
- Louise Bourgeois
- James Brooks
- Hans Burkhardt
- Jack Bush
- Alexander Calder
- Nicolas Carone
- John Chamberlain
- Elaine de Kooning
- Willem de Kooning
- Robert De Niro, Sr.
- Richard Diebenkorn
- Enrico Donati
- Friedel Dzubas
- Norris Embry
- Jimmy Ernst
- Herbert Ferber
- Jane Frank
- Helen Frankenthaler
- Sam Francis
- Michael Goldberg
- Arshile Gorky
- Adolph Gottlieb
- Cleve Gray
- Philip Guston
- Elaine Hamilton
- David Hare
- Grace Hartigan
- Hans Hofmann
- Paul Jenkins
- Franz Kline
- Albert Kotin
- Lee Krasner
- Ibram Lassaw
- Norman Lewis
- Richard Lippold
- Seymour Lipton
- Morris Louis
- Conrad Marca-Relli
- Nicholas Marsicano
- Joan Mitchell
- Robert Motherwell
- Louise Nevelson
- Barnett Newman
- Isamu Noguchi
- Kenzo Okada
- Ray Parker
- Jackson Pollock
- Fuller Potter
- Richard Pousette-Dart
- Ad Reinhardt
- Milton Resnick
- George Rickey
- Jean Paul Riopelle
- William Ronald
- Mark Rothko
- Theodore Roszak
- Anne Ryan
- Louis Schanker
- Jon Schueler
- David Smith
- Theodoros Stamos
- Hedda Sterne
- Clyfford Still
- Mark di Suvero
- Mark Tobey
- Bradley Walker Tomlin
- Jack Tworkov
- Cy Twombly
- Esteban Vicente
- Emerson Woelffer
- Hale Woodruff
- Taro Yamamoto
- Manouchehr Yektai

Ostali značajniji umjetnici povezani s apstraktnim ekspresionizmom:
- Karel Appel
- William Brice
- Charles Ragland Bunnell
- Mary Callery
- Alfred L. Copley aka (L. Alcopley)
- Jean Dubuffet
- Sam Gilliam
- Hans Hartung
- Gino Hollander
- Jasper Johns
- Karl Kasten
- John Levee
- Knox Martin
- Georges Mathieu
- Herbert Matter
- Ludwig Merwart
- Jan Müller
- Robert Natkin
- Jules Olitski
- Irene Rice-Pereira
- Robert Rauschenberg
- Larry Rivers
- Aaron Siskind
- Pierre Soulages
- Nicolas de Staël
- Frank Stella
- Stuart Sutcliffe
- Antoni Tàpies
- Nína Tryggvadóttir
- Ulfert Wilke
- Zao Wou Ki

## Poveznice
- Apstraktna umjetnost
- Ekspresionizam

## Vanjske poveznice
- Joan Marter - Apstraktni ekspresionizam  Arhivirana inačica izvorne stranice od 20. srpnja 2008. (Wayback Machine)
- Jackson Pollock
- Clyfford Still Museum